# Aminah Cendrakasih
Aminah Cendrakasih (født 29. januar 1938, død 21. december 2022) var en indonesisk skuespillerinde, der er bedst kendt for sit optræden som Lela i tv-serien Si Doel Anak Sekolahan (oversat: Skoleeleven Doel, 1994–2005). I 1955 startede Cendrakasih sin første hovedrolle i Ibu dan Putri (mor og datter) i 1955. Hun har siden medvirket i mere end hundrede spillefilm. I 2012 og 2013 modtog hun livstidspræmie fra henholdsvis Bandung Film Festival og Indonesian Movie Awards.

## Liv og gerning
Cendrakasih blev født Siti Aminah i Magelang, Midt-Java i det daværende Hollandsk Ostindien, den 29. januar 1938. Hun er datter af komikeren Husin Nagib og skuespillerinden Wolly Sutinah. I sin barndom flyttede hun til Jakarta. Cendrakasih studerede ved en "Sekolah Kepandaian Putri", dvs en skole, der lærte unge piger færdigheder, der var nødvendige for at styre en husholdning.
Cendrakasih begyndte at optræde i sine teenageår, først på scenen og senere i film. JB Kristanto nævner i sit katalog over indonesiske film hende som medvirkende i S. Waldys Musafir Kelana (Vandreren, 1953). Den indonesiske filmhistoriker Misbach Yusa Biran skriver imidlertid, at Cendrakasih debuterede med spillefilm i Ali Joegos Oh, Ibuku (O, Min mor, 1955). Cendrakasih optrådte derefter i Gambang Semarang (Gambang fra Semarang, 1955) sammen med sin mor. Hendes første hovedrolle var Ibu dan Putri (Mor og datter, 1955), instrueret af Ha van Wu og med Lies Noor som medvirkende. I løbet af de næste fire år optrådte hun i yderligere elleve film, inklusive hovedroller i Taman Harapan (Håbets Have, 1957), Tjambuk Api (Whips af ild, 1958) og Pak Prawiro (Mr. Prawiro, 1958). Efter at have afsluttet Habis Gelap Terbitlah Terang (Efter mørke er der lys, 1959), instrueret af Ho Ah Loke, giftede hun sig med en Betawi-mand og tog en pause fra skuespilleriet.
I 1970 vendte Cendrakasih tilbage til skuespillet, først ved at have taget flere tv-roller, før han vendte tilbage til lærredet året efter. Hun optrådte i tres film på ni år, inklusive Hostess Anita (Værtinde Anita, 1971), Aku Tak Berdosa (Jeg har ikke syndet, 1972), Si Doel Anak Modern (Doel det moderne barn, 1976) og Betty Bencong Slebor (Betty den klodsede transvestit, 1978). Hun var også medlem af "Himpunan Seni Budaya Islam" (Forbundet for islamisk kunst og kultur) og Lembaga Kebudayaan Betawi (Betawi Kulturelle Institut).
Cendrakasih forblev meget aktiv i 1980'erne og optrådte i ca. 42 film. Hendes sidste spillefilm i tiåret og hendes sidste spillefilm i 2016 var Lebih Asyik Sama Kamu (Mere interessant med dig, 1989). Hun fortsatte også med at optræde på tv, herunder i serien Rumah Masa Depan (Fremtidens Hus, 1984–1985). Hun opnåede dog sin største berømmelse med serien Si Doel Anak Sekolahan (Skoleeleven Doel, 1994–2005). Regissør og stjerne Rano Karno skrev for hende og filmede hende i rollen som Lela, Doels mor, der ofte omtales som Mak Nyak. I sin bog om serien beskriver Klarijn Loven hendes karakterrolle som givende en positiv skildring af en hjemmegående hustru som et alternativ til den almindelige skildring af mødre som karrierekvinder.

### Senere år
Cendrakasih lider af grøn stær, har mistet sit syn og er sengeliggende. Hun modtog en livstidspræmie fra Bandung Film Festival i 2012, og en anden ved 2013 Indonesian Movie Awards. Da Cendrakasih var på hospitalet, blev sidstnævnte pris accepteret af hendes datter Ade Purba Sari.

## Filmografi
Cendrakasih har medvirket i næsten 120 film under sin 50-årige karriere.
- Musafir Kelana (1953)
- Gadis Sesat (1955)
- Gambang Semarang (1955)
- Ibu dan Putri (1955)
- Oh, Ibuku (1955)
- Tjalon Duta (1955)
- Serampang 12 (1956)
- Konsepsi Ajah (1957)
- Taman Harapan (1957)
- Anakku Sajang (1957)
- Pak Prawiro (1958)
- Tjambuk Api (1958)
- Asrama Dara (1958)
- Habis Gelap Terbitlah Terang (Hilang Gelap Datang Terang) (1959)
- Bertjinta dalam Gelap (1971)
- Dara-Dara (1971)
- Hostess Anita (1971)
- Ilusia (Kasih Tak Terputuskan) (1971)
- Jang Djatuh Dikaki Lelaki (1971)
- Kisah Fanny Tan (1971)
- Penunggang Kuda dari Tjimande (1971)
- Tjisadane (1971)
- Mutiara dalam Lumpur (1972)
- Aku Tak Berdosa (1972)
- Intan Berduri (1972)
- Anak Yatim (1973)
- Bing Slamet Sibuk (1973)
- Ibu Sejati (1973)
- Pelarian (1973)
- Rindu (1973)
- Sebatang Kara (1973)
- Takdir (1973)
- Bajingan Tengik (Jagoan Tengik) (1974)
- Setulus Hatimu (1974)
- Pengorbanan (1974)
- Kosong-kosong Tiga Belas (0013) (1974)
- Pacar (1974)
- Susana (1974)
- Jangan Kau Tangisi (1974)
- Butet (Patah Tumbuh Hilang Berganti) (1974)
- Raja Jin Penjaga Pintu Kereta (1974)
- Ratapan si Miskin (1974)
- Senyum dan Tangis (1974)
- Sayangilah Daku (1974)
- Keluarga Sinting (1975)
- Syahdu (1975)
- Jinak-Jinak Merpati (1975)
- Benyamin Raja Lenong (1975)
- Aladin Agen Rahasia (1975)
- Malam Pengantin (1975)
- Cinta Kasih Mama (1976)
- Mustika Ibu (1976)
- Oma Irama Penasaran (1976)
- Kisah Cinta (1976)
- Hanya Untukmu (1976)
- Nasib Si Miskin (1977)
- Selimut Cinta (1977)
- Cintaku Tergadai (1977)
- Sorga (1977)
- Jeritan Si Buyung (1977)
- Penasaran (1977)
- Gitar Tua Oma Irama (1977)
- Selangit Mesra (1977)
- Ali Topan Anak Jalanan (1977)
- Macan Terbang (1977)
- Secerah Senyum (1977)
- Pukulan Berantai (1977)
- Sinyo Adi (1977)
- Petualang Cinta (1978)
- Betty Bencong Slebor (1978)
- Cowok Masa Kini (1978)
- Dari Mata Turun ke Hati (1979)
- Juwita (1979)
- Milikku (1979)
- Sepasang Merpati (1979)
- Hallo Sayang (1980)
- Nikmatnya Cinta (1980)
- Juara Cilik (1980)
- Beningnya Hati Seorang Gadis (1980)
- Kau Tercipta Untukku (1980)
- Begadang Karena Penasaran (1980)
- Jangan Sakiti Hatinya (1980)
- Goyang Dangdut (1980)
- Abizars (Pahlawan Kecil) (1980)
- Masih Adakah Cinta (1980)
- Tumbal Iblis (1981)
- Tomboy (1981)
- Bunga-bunga Perkawinan (1981)
- Pengorbanan (1982)
- Perempuan Bergairah (1982)
- Gadis Bionik (1982)
- Pengantin Remaja II (1982)
- Gadis Telepon (1983)
- Ken Arok - Ken Dedes (1983)
- Kadarwati (1983)
- Pokoknya Beres (1983)
- Merindukan Kasih Sayang (1984)
- Pencuri Cinta (1984)
- Biarkan Kami Bercinta (1984)
- Cinta Kembar (1984)
- Senyummu Senyumku (1984)
- Persaingan Remaja (1984)
- Itu Bisa Diatur (1984)
- Persaingan Asmara (1985)
- Pembalasan Rambu (1985)
- Tari Kejang (1985)
- Satu Cinta 1000 Dusta (1985)
- Yang Masih di Bawah Umur (1985)
- Atas Boleh Bawah Boleh (1986)
- Biarkan Bulan Itu (1986)
- Menyibak Kabut Cinta (1986)
- Cemburu Nih Yee... (1986)
- Aids Phobia (1986)
- Komedi Lawak 88 (1986)
- Akibat Kanker Payudara (1987)
- Ranjang Tak Bertuan (1988)
- Bendi Keramat (1988)
- Lebih Asyik Sama Kamu (1989)